# Eberstadter Tropfsteinhöhle
Die Eberstadter Tropfsteinhöhle ist eine Tropfsteinhöhle im Bauland am Übergang zum südöstlichen Odenwald im Norden von Baden-Württemberg. Sie liegt nahe Eberstadt, einem Stadtteil von Buchen, etwa 70 Kilometer östlich von Heidelberg und 100 Kilometer nördlich von Stuttgart. Die Höhle ist ungefähr 600 Meter lang, liegt 341 Meter über Normalnull und wird auf ein Alter von drei bis fünf Millionen Jahre geschätzt. Sie wurde im Dezember 1971 bei Sprengarbeiten in einem Muschelkalksteinbruch entdeckt und bis 1973 für den Publikumsverkehr erschlossen. Seither wird sie als Schauhöhle touristisch genutzt und ist eine der Attraktionen des Geo-Naturparks Bergstraße-Odenwald.
Der Höhlengang ist mehrfach abgewinkelt und stellenweise nur 1,5 Meter hoch, besitzt aber anderswo bis zu sechs Meter hohe Hallen. Er liegt im Unteren Muschelkalk und enthält reichen Tropfsteinschmuck wie schlanke und kegelförmige Bodentropfsteine, Sinterfahnen, Sinterterrassen und Kristalle. Da die Höhle nach der Entdeckung verschlossen wurde und Führungen von Beginn an allein unter elektrischer Beleuchtung stattfanden, sind die Tropfsteine noch überwiegend kalkweiß erhalten, anders als in den meisten älteren deutschen Schauhöhlen, wo der Gebrauch von Kerzen und Fackeln die Tropfsteine einschwärzte. Die Eberstadter Tropfsteinhöhle gilt so als eine der schönsten Schauhöhlen in Deutschland.

## Geologie

### Entstehung
Die Höhle liegt am Rand der Muschelkalklandschaft des Baulands. Vor rund 240 Millionen Jahren bedeckte ein flaches Randmeer des damaligen Weltmeeres Tethys  Mitteleuropa und es lagerten sich große Mengen von Muschelschalen ab, die sich später verdichteten und den Muschelkalk bildeten. Seit dem Tertiär sind die Gesteinsschichten leicht schräg verkippt worden und fallen heute nach Südosten ab. Die Ursache dafür ist die Bewegung der Erdplatten im Zusammenhang mit der Alpenauffaltung und der Entstehung des Oberrheingrabens. Die Muschelkalkschichten sind von harten Bänken im Wechsel mit weicheren mergeligen oder tonigen Schichten durchzogen. Durch Spannungen in der Erdkruste entstanden Risse, sogenannte Klüfte, und durch Einsickerung kohlensäurehaltigen Wassers und folgender Kalklösung bildeten sich Hohlräume in den Gesteinen des Unteren Muschelkalks. In diesen halten sich zwar im Allgemeinen wegen ihrer Brüchigkeit kaum größere Hohlräume, im Gebiet um Eberstadt ist der Untere Muschelkalk jedoch von sogenannten Schaumkalkbänken durchzogen, die gegen Kalklösung sehr widerstandsfähig sind. Sie bilden damit das „tragende Dach“ der Höhle und bewahren so die hier entstandenen Hohlräume vor der Verschüttung.
Weil sich die dem Ur-Neckar zufließenden Bäche, vor allem der nahe Gewesterbach, der heute über die Seckach in die Jagst mündet, mit der Zeit eintieften und dadurch der Grundwasserspiegel sank, fielen die Hohlräume schließlich trocken. Mit dem Abfluss des Wassers erweiterte sich das Höhlenprofil durch seitliche Abtragung und Vertiefung und nahm die für die Höhle typische Schlüssellochkontur an: der obere Bereich des Querschnitts entstand als Klufthöhle, der untere als Flusshöhle. Nach starken Niederschlägen oder bei der Schneeschmelze kam es im unterirdischen Entwässerungssystem zu Hochwassern und Rückstau. Der Grundwasserspiegel stieg dann um mehrere Meter, so dass die Höhlenräume zeitweise völlig unter Wasser standen. Dabei lagerte sich Höhlenlehm stellenweise bis hoch zur Decke ab. Mit der Zeit grub sich der Höhlenbach schluchtartig ein, im oberen trockenen Bereich bildeten sich Tropfsteine. Diese Verkarstungsprozesse dauern noch an, sie wurden auch gesteuert vom Wechsel zwischen Kaltzeiten und Warmzeiten: während der Warmzeiten sind die Klüfte für kalkhaltiges Wasser durchgängig und es bilden sich Tropfsteine, während der Kaltzeiten ruht der Prozess.
Die Höhle ist eine sogenannte Sekundärhöhle, entstand also erst lange Zeit nach der Gesteinsbildung. Im späteren Höhlenstadium fielen instabile Gesteinspakete von der Höhlendecke und den Wänden und häuften sich auf dem Boden zu Versturzbergen. Dies geschah vor allem an Stellen mit Richtungswechseln, wo das Wasser stärker angriff, Höhlenwände untergrub und Teile der Wände einstürzen ließ. Die verstärkte kalklösende Wirkung (Korrosion) ergibt sich hier auch durch Mischung von Wässern verschiedener Karbonatkonzentration (Mischungskorrosion). Vermischen sich gesättigte Lösungen – z. B. über Klüfte und Schichtfugen – so kann die Mischung erneut Kalkstein lösen.
Die Höhlenwände sehen stellenweise wie behauen aus, es sind Reste der Kluftwände. Durch Korrosion und die Wirkung des abfließenden Wassers wurde die gegenüberliegende Wand abgetragen.:11–15

### Umfassendes Höhlensystem
Die Eberstadter Tropfsteinhöhle verläuft fast parallel zu zwei Nachbarhöhlen. Der „Hohle Stein“ ist auf einer Länge von über 3000 Metern vermessen, aber nicht allgemein zugänglich. Bereits im Jahre 1953 sollte der damals bekannte Bereich als Schauhöhle betrieben werden. Das Vorhaben scheiterte jedoch, da sich die Höhle bei stärkeren Niederschlägen mit Wasser und Lehm füllte, der immer wieder entfernt werden musste. Fast genau 35 Jahre nach der Entdeckung der Eberstadter Tropfsteinhöhle wurde im März 2006, wieder bei Sprengungen im Steinbruch, eine weitere große, 220 Meter lange Höhle entdeckt, die Kornäckerhöhle. Sie ist schwer zugänglich und nicht offen fürs Publikum.
Die drei Höhlen haben ähnliche Richtungswechsel, sie sind vermutlich durch gemeinsame Klüfte entlang der Leitlinien miteinander vernetzt.

### Beschreibung des Höhlengangs

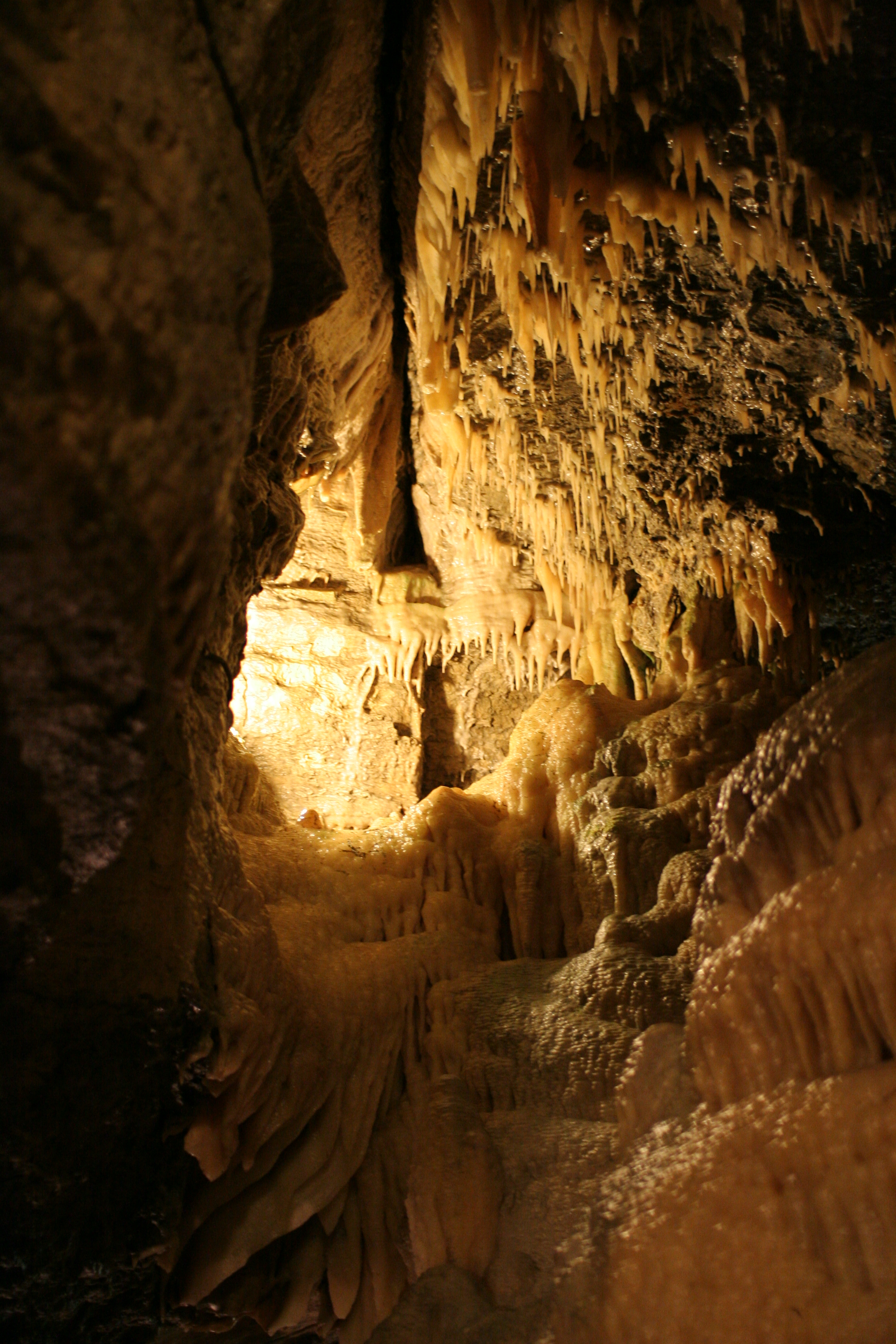
Decken- und Wandversinterung

Der Besuchergang führt an verschiedenen Tropfsteinformationen vorbei tief ins Innere der Höhle; nur das äußerste Ende ist nicht mehr begehbar. Im vorderen Teil der Höhle fällt die höhenabhängig unterschiedliche Ausprägung der Höhlenwände auf. Im oberen Wandbereich befinden sich runde Formen, sogenannte Kolke, meist reihenförmig in verschiedenen Höhen über dem Boden angeordnet. Darunter liegt bröckeliger Wellenkalk. Die oberen Wandpartien entstanden durch die korrosive Kraft des Wassers, unten wirkte die Fließkraft des Höhlenbaches. Durch Furchen und Risse eingedrungenes Wasser ließ facettenreiche Tropfsteinformen unterschiedlicher Größe entstehen; Tropfsteingirlanden zieren die Höhlenwände.

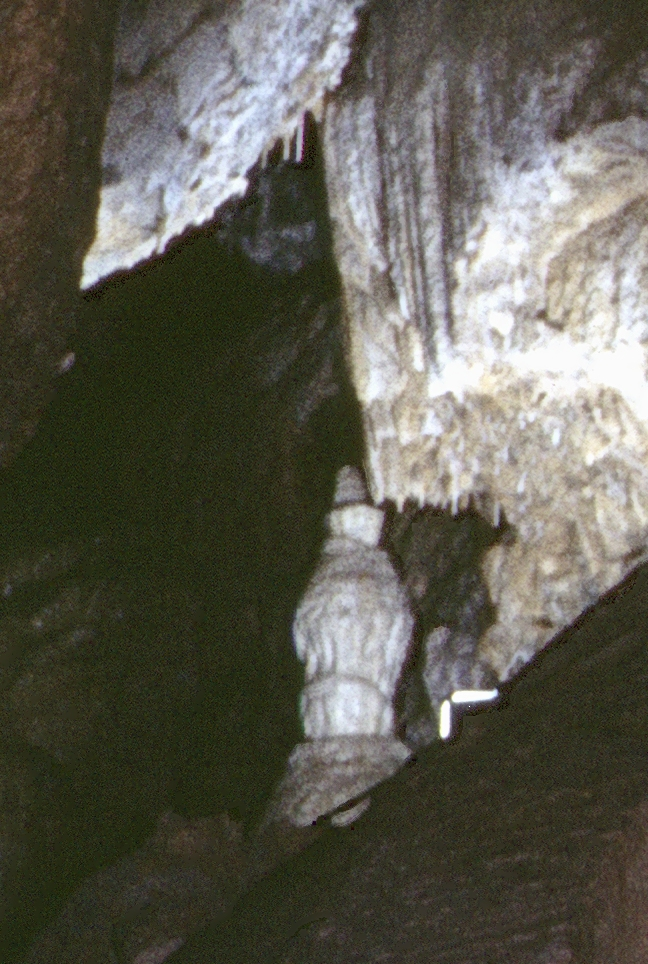
Weiße Frau (1978)

Am Höhlenboden schuf herabtropfendes Wasser flächigen Sinter und kerzenförmig emporwachsene Stalagmiten. Je nachdem, ob gerade mehr oder weniger Wasser zufloss, wurde mehr die eine oder die andere Form gebildet. Auf einer Sinterbarriere oberhalb des heutigen Höhlenbodens steht ein strahlend weißer Tropfstein von großer Reinheit, Weiße Frau von Eberstadt genannt. Er wuchs unter einem Schlot bei nachlassender Wasserzufuhr. Sein Fuß zeigt streifige Schichtungen, die durch wechselnde Wachstumsphasen und -schübe entstanden. In der jüngeren Phase der Höhle unterhöhlte ein stärkerer Wassereinbruch den Sinter und schuf ein tieferes Niveau für den Höhlenbach. Die Weiße Frau und die Sinterbarriere stehen deswegen deutlich über der Sohle.
In manchen Bereichen der Höhle war überhängendes Wand- und Deckenmaterial herabgestürzt. Einen solchen Versturz, Große Familie genannt, überzog das kalkhaltige Wasser mit Sinter. Dabei bildete sich auch eine Vielzahl von Stalagmiten unterschiedlicher Größe. Am Vesuv, einem großen Sinterkegel, ist das Wechselspiel von Sinterbildung und Kalklösung besonders gut zu erkennen. Wenn das Tropfwasser mit Kalk gesättigt war, wuchs der Stalagmit als Sinterkegel hoch. Durch zehrendes Wasser grub sich oben ein Krater ein. Die Außenflächen des Kegels besitzen nicht die für die Sinterbildung charakteristischen glatten, abgerundeten Oberflächen, sondern raue und scharfkantige Formen, ein Hinweis auf wiederkehrende Korrosionsphasen: Von der Erdoberfläche drang Wasser durch Klüfte und einen Schlot auf kurzem Weg in die Höhle ein. Dabei hatte es noch wenig Kalk gelöst, war noch sehr kohlensäurehaltig, löste den vorhandenen Kalksinter langsam auf und grub so, bei allmählicher Abnahme der Wasserzufuhr aus dem Schlot, den scharfkantigen Krater in die Kegelspitze des Vesuvs.

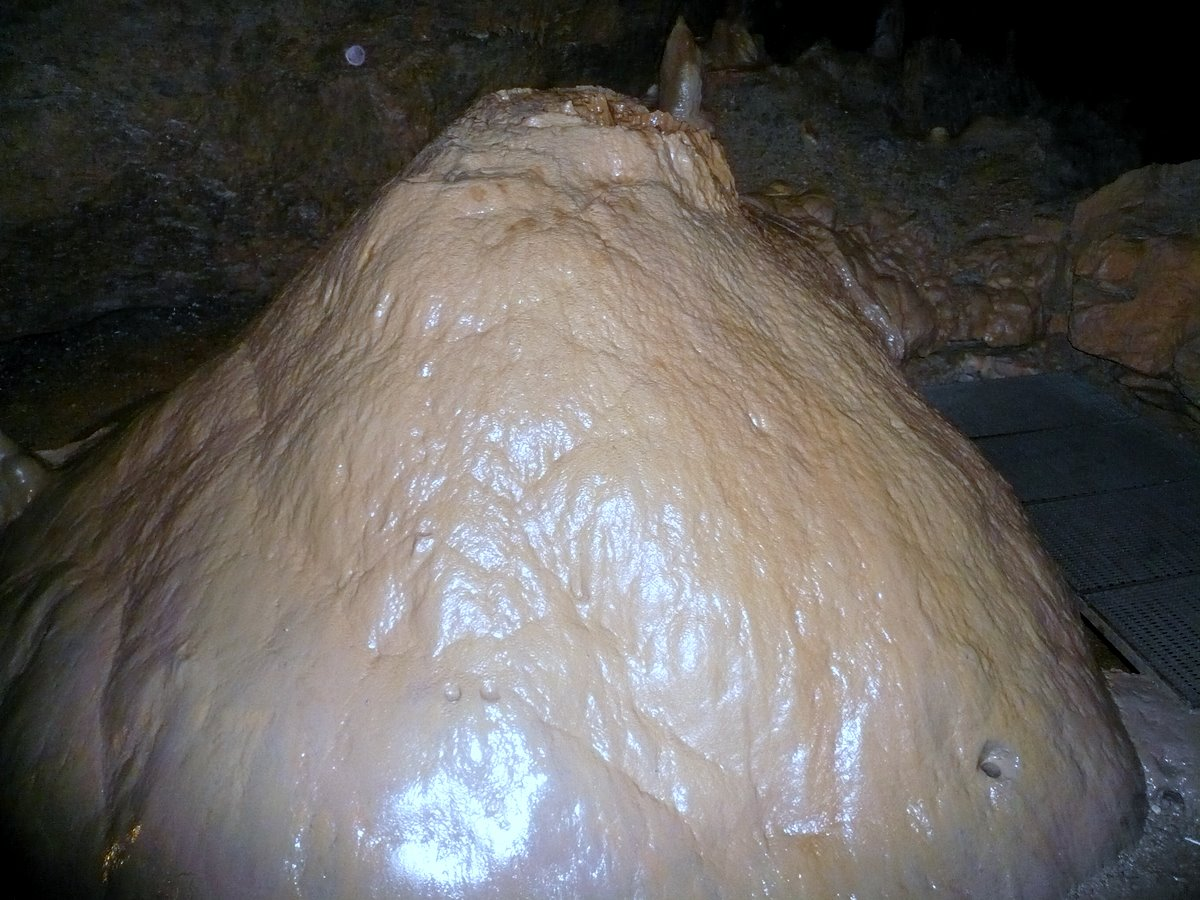
Bodentropfstein Vesuv

Beim Vesuv teilt sich der Besucherweg. Dort liegt eine große Felsstufe, die man über eine Treppe besteigt. Oben ist die Passage zwischen Tropfsteinformationen sehr eng, anschließend geht es über eine weitere Treppe wieder hinab auf die Sohle. Zur Umgehung der Engstelle hat man auf Sohlenhöhe einen kurzen Tunnel durchgebrochen, damit auch Gehbehinderte und Rollstuhlfahrer alle erschlossenen Teile der Höhle besuchen können.
Dahinter, im Dom, dem größten Raum der Höhle, zeigt sich deutlich das höhlentypische Schlüssellochprofil. Oben wurde die Kluft durch Kalklösung zu einem weiten Hohlraum verbreitert, an der Höhlensohle schaffte das fließende Wasser eine Vertiefung. An einer Wandstelle quillt aus einer Kluft eine massive Versinterung hervor, genannt Kanzel. Im Dom stoßen zwei Wände fast rechtwinklig aufeinander. Die hier sich kreuzenden Klüfte folgen den beiden lokalen Hauptkluftrichtungen; der Höhlenverlauf folgt diesen meistens im Wechsel.

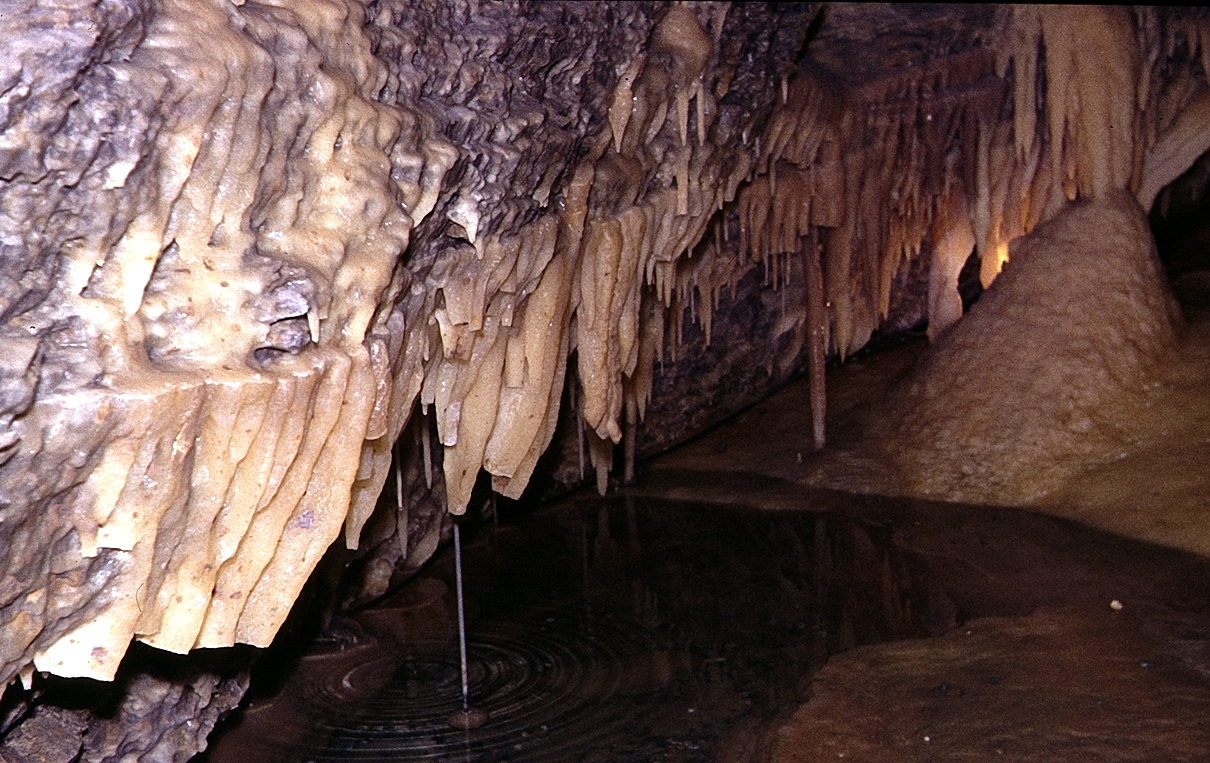
Höhlensee mit Rosette (1978)

Ein kleines, wassergefülltes Sinterbecken schließt sich an. Dieser Höhlensee ist etwa zwei Meter lang, einen Meter breit und zu- wie abflusslos. Gespeist wird er nur vom Tropfwasser der Tropfsteine an der schrägen Höhlenwand. Wegen der klimatischen Verhältnisse in der Höhle verdunstet kaum Wasser. Das Sinterbecken und die Wandtropfsteine sind noch im Wachstum. Auf dem Grund des Beckens entstand kugeliger Perlsinter. Ursprünglich hingen mehrere makkaroniförmige Tropfsteine von der Decke bis zur Wasseroberfläche herab. Es bildeten sich seltene Sinterrossetten, rhomboedrische, radiär auseinanderstrebende Einzelkristalle. Unter dem Wasserspiegel waren vier Kristalldrusen aus Calcit entstanden, auch Kristallblüten genannt. Diebe entwendeten sie alle nach der Eröffnung der Schauhöhle. Eine Rosette konnte sichergestellt und wieder angebracht werden. Der gesamte Bereich ist jetzt durch einen Stacheldrahtverhau vor weiteren Zerstörungen geschützt.

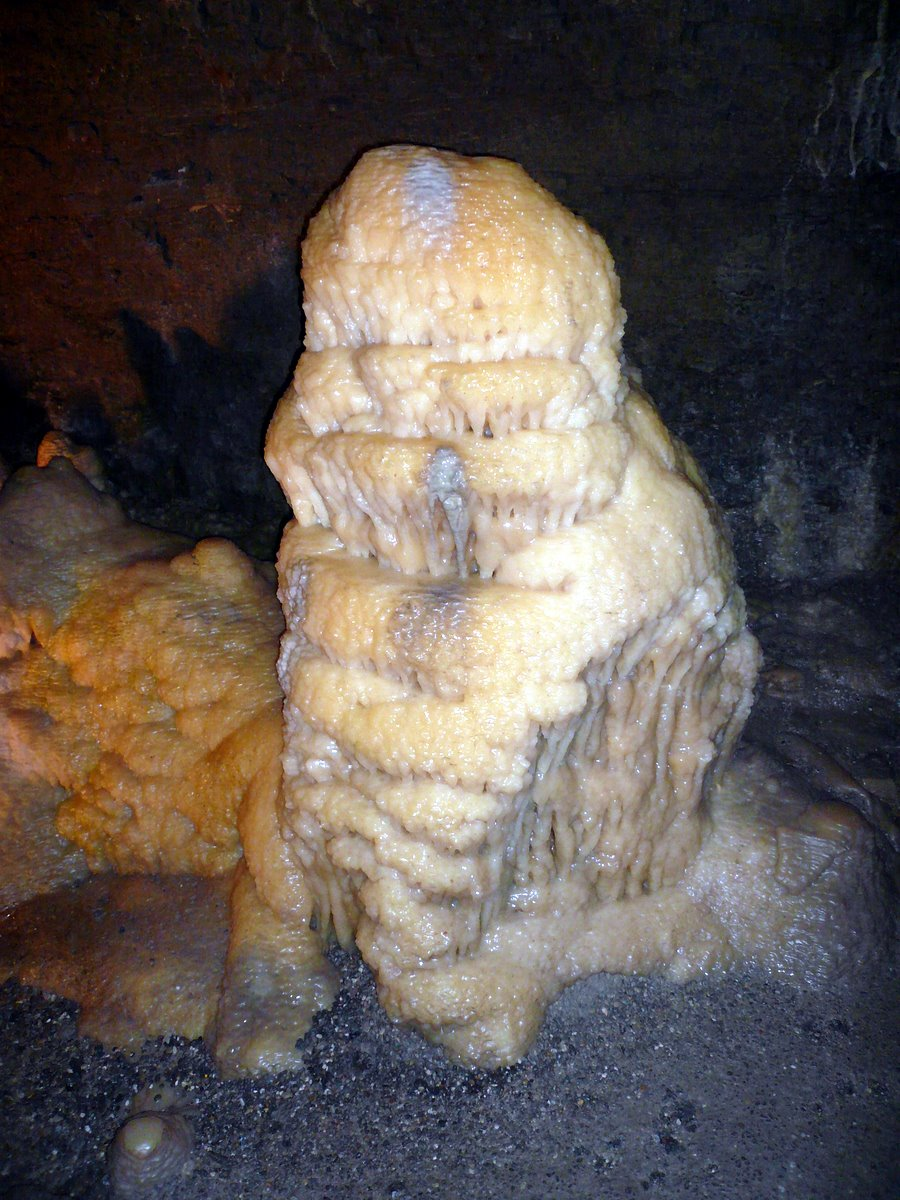
Bodentropfstein Nikolaus

Die Hochszeitstorte ist ein in mehreren Stockwerken beinahe bis zur Höhlendecke reichendes Sintergebilde, wohl eine der größten und schönsten Tropfsteinformationen in Deutschland, geschaffen durch Phasen verschieden starker Wasserzufuhr. Aufschlagende Tropfen und ablaufendes Wasser schufen zahlreiche Etagen. Vorbei am Nikolaus, einer etwa einen Meter hohen Tropfsteinskulptur, und an der Höhlenorgel, einer wasserfallartigen Sintermasse an der Höhlenwand, geht es zum Haifischrachen, einer bizarren Tropfsteinlandschaft oberhalb eines Versturzberges. Dort gabelt sich die Höhle, die also ersichtlich aus einem verzweigten System von Gängen besteht. In bisheriger Gehrichtung verläuft ein noch etwa 30 Meter weit reichender, kleiner und unzugänglicher Höhlenzweig.

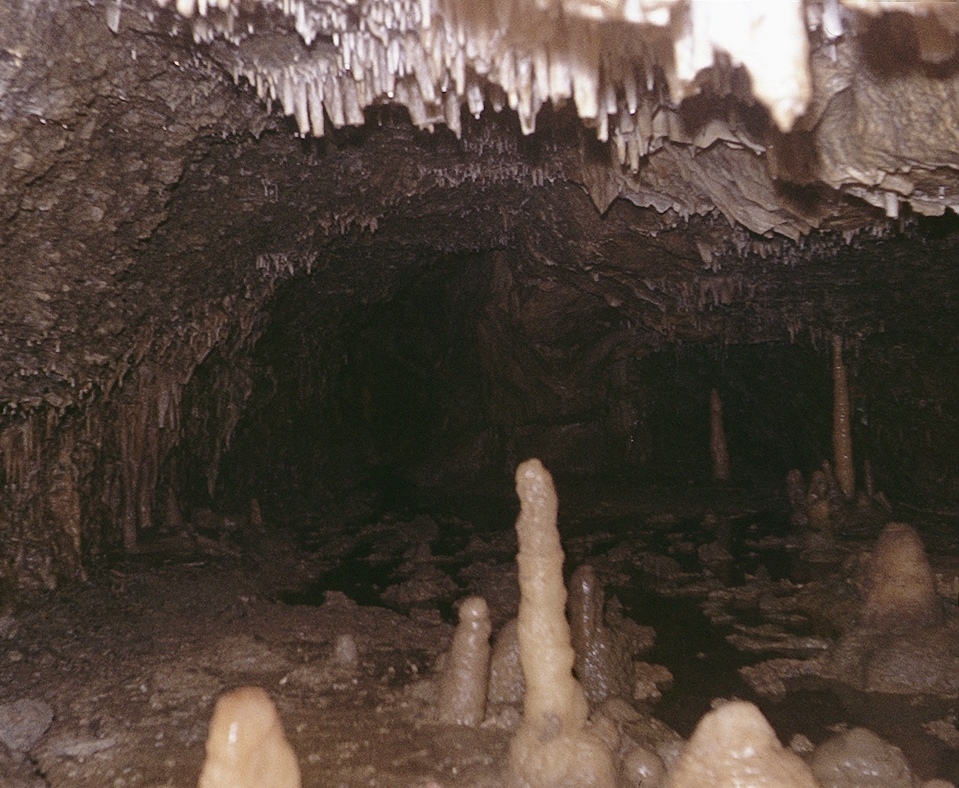
Höhlenende (1978)

Der Besucherweg führt weiter an der Brause vorbei, einer der wenigen Stellen in der Höhle, wo der Zulauf an Wasser fast nie versiegt. Hinter der Brause kann man in einer einmündenden Spalte an der östlichen Höhlenwand zwischen Tropfsteinen massenhaft Excentriques sehen, zierliche, teilweise nadelförmige, haken- bis spiralförmig gekrümmte, in beliebige Richtungen wachsende Gebilde, deren Entstehungsweise noch nicht ganz geklärt ist. Sie entwickeln sich, scheinbar unabhängig von der Schwerkraft, unter dem dominierenden Einfluss der die Kristallisation treibenden Kraft in alle Richtungen.
Etwa 600 Meter vom Höhleneingang endet die Höhlenführung an einer Holzbarriere. Der weitere Verlauf der Höhle ist beinahe in dem Zustand belassen worden, wie ihn die Höhlenforscher bei der Entdeckung antrafen. Der Höhlenboden ist dort noch vollständig mit Höhlenlehm bedeckt. Der einsehbare Restgang von etwa 30 Metern Länge ist mit zahlreichen Tropfsteinen besetzt, hat eine anfängliche Höhe von einem Meter, wird dann immer niedriger und gabelt sich in mehrere nicht mehr begehbare Spalten.

### Höhlendaten

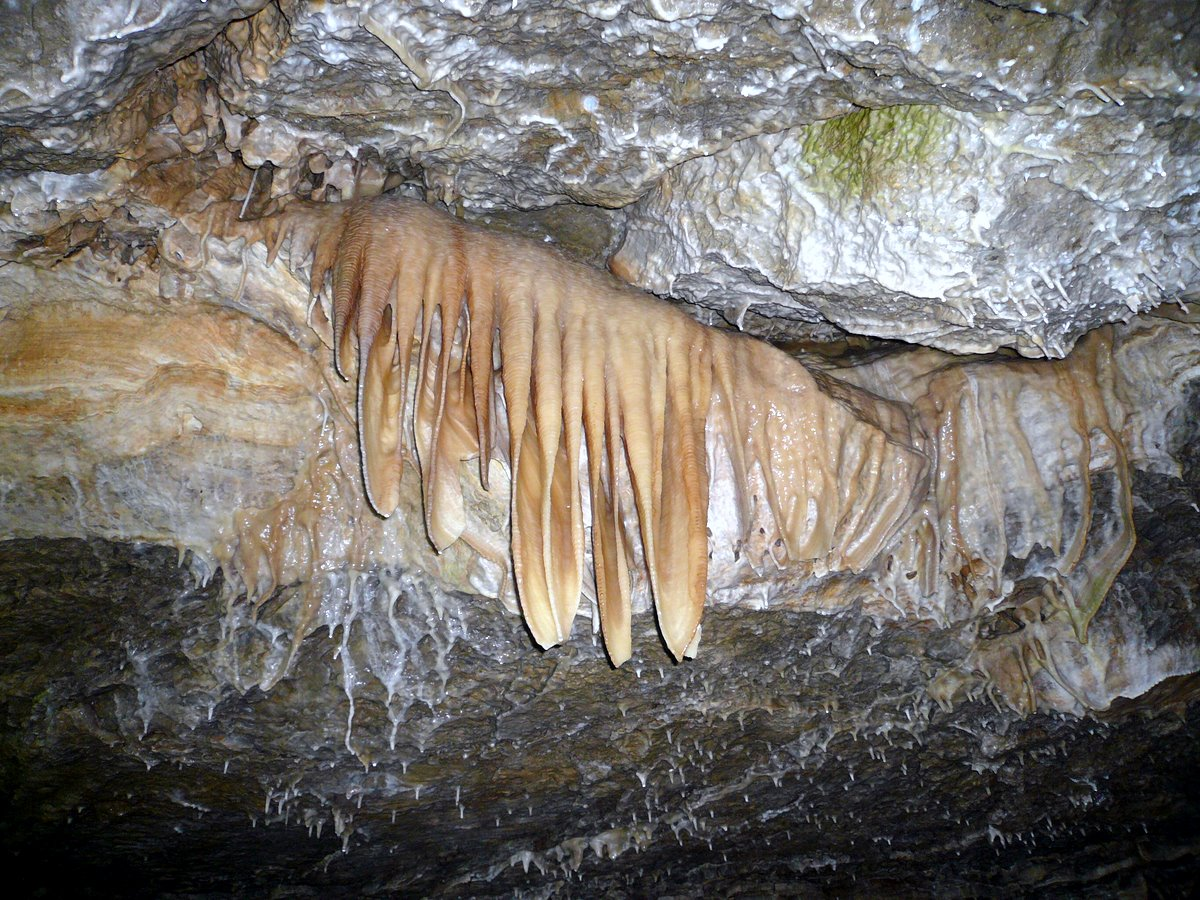
Sinterfahnen

Die Höhle besteht größtenteils aus einem einzigen, langen und schlauchartigen Höhlengang, der etwa zwanzigmal an den Schnittstellen der Hauptkluftlinien (siehe auch Saxonische Bruchschollentektonik) abknickt und oft im Querschnitt verengt ist.:58 Die Höhlenbreite schwankt zwischen zwei und sieben Metern bei einer Höhe von 2,5 bis 9 Metern. Die Höhle durchzieht den südwestlichen Hang des 401,8 m ü. NN hohen Winterholzes. Sie folgt den Hauptkluftlinien, die überwiegend von Südsüdwest nach Nordnordost und von Südost nach Nordwest laufen.:16. Ihr Eingang liegt auf 341,48 m ü. NN, zum Ende steigt sie auf 380,77 m ü. NN an, also um 39,29 Meter. Die Höhlendecke liegt durchweg 10 bis 30 Meter unter der Geländeoberfläche.:56 Das Gesamtvolumen der Höhle wird mit 7794,09 Kubikmetern angegeben.
Noch während der Erschließung wurde die Höhle von Regierungs-Vermessungsoberinspektor Ulrich Köpf aus Ehingen exakt vermessen. Er fertigte dabei einen genauen Höhlenplan an.:Beilage, Katasternummer 6522/01. Nach diesen Messungen hatte die Höhle eine Gesamtlänge von 600 Metern.:7Die vorderen etwa 30 Meter der anfänglich vorgefundenen Höhle sind dabei nicht mit berücksichtigt, da sie bei der Erschließung der Höhle wegen mangelnder Standfestigkeit abgebrochen wurden.:7 Nach Neuvermessung wird gegenwärtig eine Gesamtlänge von 645 Metern angegeben,:3 dabei ist der beim Haifischrachen einmündende Seitengang mit einer Länge von 30 Metern mitgerechnet.:6 Der Schauhöhlenteil bis zur hölzernen Barriere am Ende des Führungsweges ist 588 Meter lang, der erforschte, aber nicht ausgebaute Teil dahinter bis zu einem Siphon am Höhlenende weitere 28 Meter.

### Höhlenklima

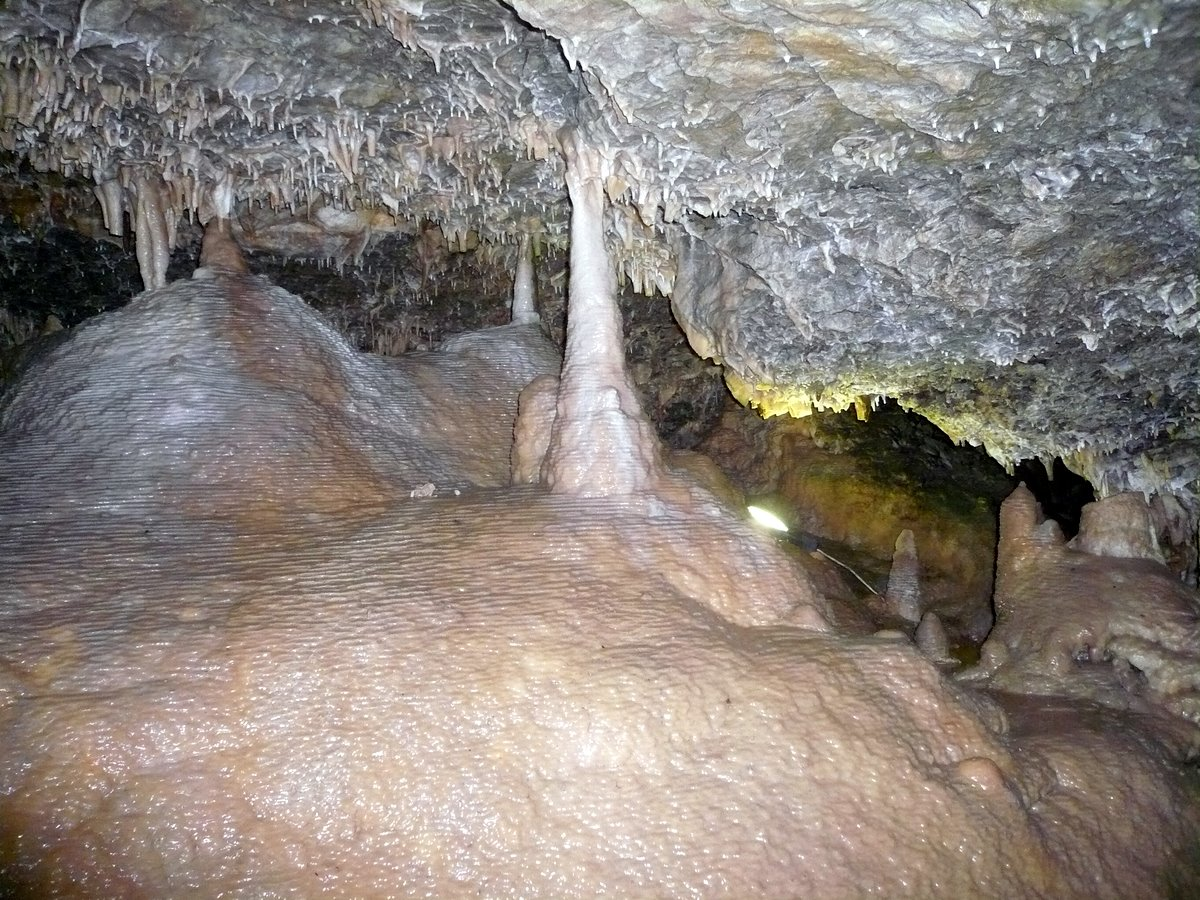
Sinterterrassen

Die verschlossene Höhle hat über das ganze Jahr hinweg Temperaturen zwischen 9 und 11 °C, bei einer sehr hohen relativen Luftfeuchtigkeit von 95 %. Der Temperaturunterschied zwischen Sommer und Winter übersteigt nie 2 °C, obwohl außerhalb der Höhle die Temperatur übers Jahr um knapp 20 °C schwankt. Der äußere Temperaturgang beeinflusst also kaum die Höhlentemperatur.
Messungen ergaben, dass die Temperaturen an verschiedenen Stellen in der Höhle nicht gleich, sondern um über 1 °C voneinander verschieden sind. Ursache hierfür ist das Höhlenprofil mit seinen zahlreichen Richtungswechseln und Querschnittsverengungen, das den Temperaturausgleich behindert.
In der Besuchszeit erwärmen zusätzlich Beleuchtung und Besucher die Höhle, im hinteren, höher gelegenen Bereich mehr als vorne, wo durch den Eingang ein Luftaustausch stattfindet. Messungen am 28. Juni 1975, einmal um sieben Uhr morgens vor, dann wieder um zehn Uhr nach einstündiger Beleuchtung und dem Durchgang der ersten 150 bis 200 Besucher, zeigten einen Temperaturanstieg von 11,5 °C auf 14,5 °C; die relative Luftfeuchtigkeit fiel währenddessen auf 80 %. Bis zum Ende des Messtages stieg die Temperatur am Höhlenende sogar auf 16,3 °C an.:55–62

## Geschichte

### Entdeckung der Höhle

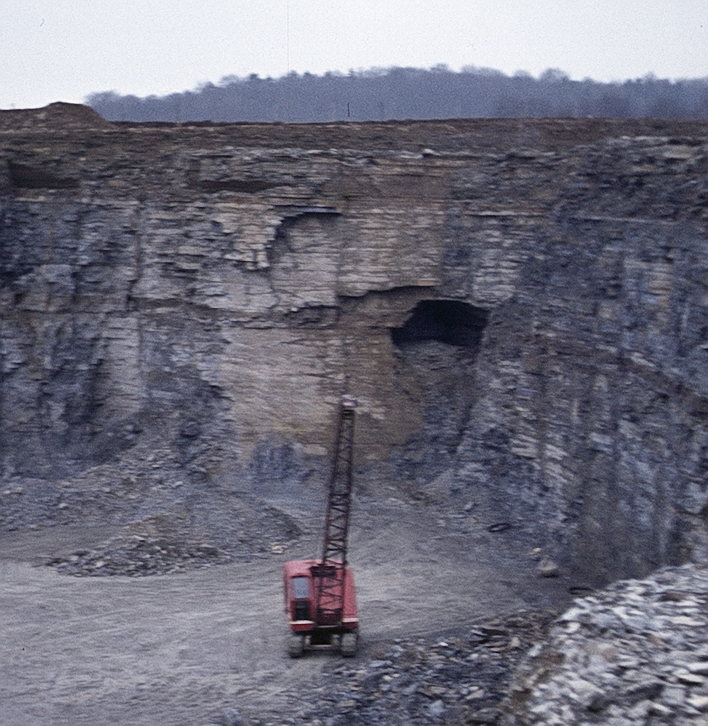
Höhleneingang kurz nach der Entdeckung (Dezember 1971)

Im Eberstadter Steinbruch wurde am 13. Dezember 1971 bei der Vorbereitung einer Sprengung ein größerer Hohlraum angebohrt. Nachdem ein Teil des abgesprengten Materials beiseite geräumt worden war, zeigte sich an der von Ost nach West verlaufenden frischen Steinbruchwand in etwa acht Metern Höhe über der Steinbruchsohle und etwa zehn Meter unterhalb des oberen Geländeniveaus eine ungefähr zwei Meter breite und ein Meter hohe Höhlenöffnung. Den Boden der Höhle bedeckte eine Lehmschicht von etwa einem bis eineinhalb Meter Stärke. Das Wasser stand 10 bis 15 Zentimeter über lehmig-weichem Grund. Die Begehung war deshalb anfangs mühselig. Die schwierigste Passage war beim Vesuv, wo eine Felsstufe mit einer Strickleiter, später mit Holzleitern, überwunden werden musste.
Die Presse wurde benachrichtigt, noch am selben Tag verbreitete sich die Nachricht der Höhlenentdeckung im Ort. Viele Bewohner begaben sich zum Steinbruch, um sich persönlich ein Bild zu machen. Fotoaufnahmen zeigen damals noch intakte Tropfsteine, die später beschädigt wurden. Schon am 14. Dezember berichteten Presse und Fernsehen von der Entdeckung. Das Fernsehen strahlte an den folgenden Tagen mehrere Sondersendungen aus, wodurch die Höhle weithin bekannt wurde. Im Januar 1972 machten die Fernsehanstalten weitere Aufzeichnungen von der Höhle, die sie in ihrem ursprünglichen, noch unausgebauten Zustand zeigen. Gleich nach der Entdeckung ging das Gerücht um, die Höhle sei nicht standfest und werde wieder geschlossen. Um sich Souvenirs zu besorgen, drangen mehrmals Personen in die Höhle ein und schlugen Tropfsteine ab.
Weil die Höhle besonders groß und schön war und die Tropfsteine einen großen Formenreichtum aufwiesen, wurde sie für erhaltungs- und ausbauwürdig befunden. Das Landratsamt Buchen stellte sie per einstweiliger Verfügung unter Naturschutz,:6ein Jahr später wurde sie als flächenhaftes Naturdenkmal (FND) ausgewiesen.
Am 15. Dezember 1971 verfügte das Landratsamt Buchen die Einstellung der Sprengungen im Steinbruch. Nach einem später erstellten Gutachten konnten die Sprengungen im Steinbruch allerdings wieder aufgenommen werden, zur Höhle musste aber ein Mindestabstand von 50 Metern eingehalten werden. Die Untersuchung der Stabilität der Höhlenfirste und der Tropfsteine ergab, dass der Steinbruchbetrieb bei gleichzeitiger Nutzung der Höhle aufrechterhalten werden konnte. Damit blieb ein wichtiger Arbeitgeber der Gemeinde erhalten. Am 16. Dezember 1971 beschloss der Gemeinderat, die Tropfsteinhöhle zu einer Schauhöhle auszubauen. Um sie vor weiteren Beschädigungen zu schützen, wurde der Eingang zunächst zugemauert und eine Tür eingebaut. Auch dies hatte keinen Erfolg, da sich die Diebe von oben abseilten und die Tür aufbrachen. Erst Stacheldrahtverhaue unter- und oberhalb des Einganges und ein zusätzlicher Streifendienst der Landespolizei, der jede Nacht die Höhle anfuhr, brachten Erfolg. Geologen und Höhlenforscher reisten zur Besichtigung der Höhle an. Experten des Geologischen Landesamtes, des Verbandes der deutschen Höhlen- und Karstforscher und der Naturschutzbeauftragte des Landkreises gaben Ratschläge für den Ausbau der Höhle.

### Erschließung

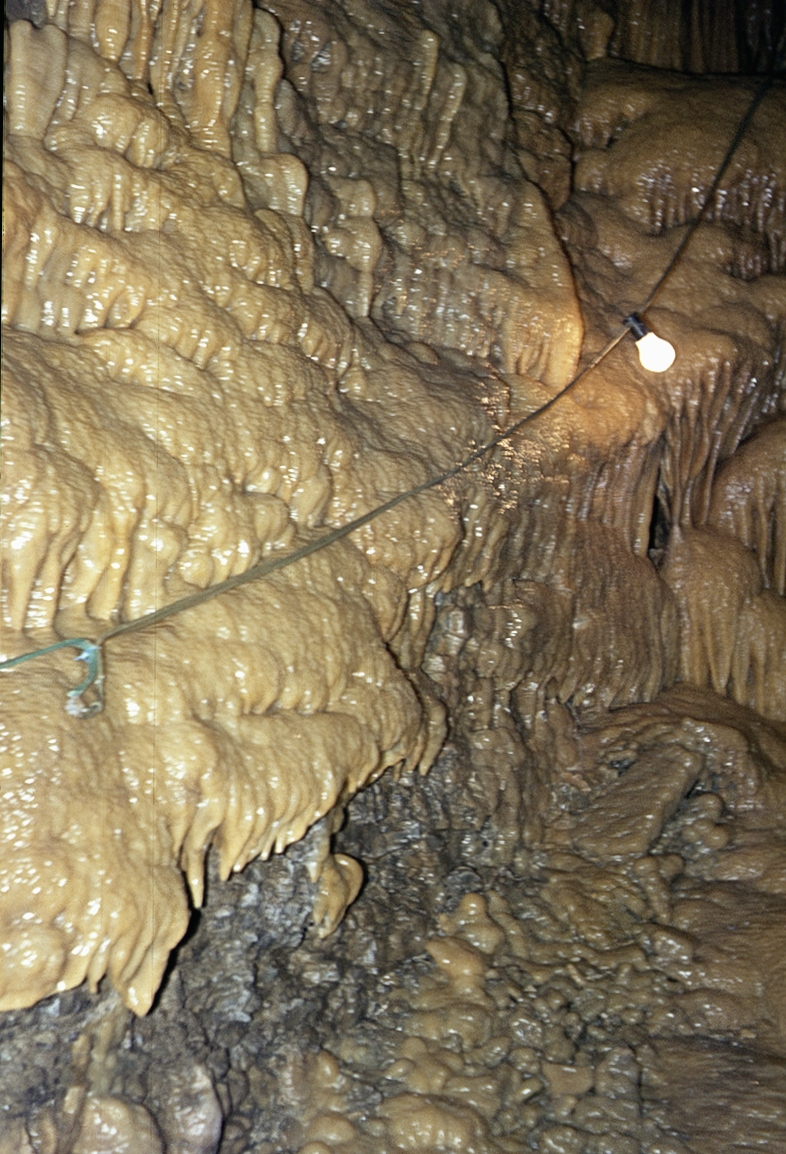
Sinterwand mit provisorischer Beleuchtung (1972)

Die Kosten des ersten Bauabschnitts wurden auf 200.000 Deutsche Mark geschätzt. Da die Gemeinde den Höhlenausbau allein nicht finanzieren konnte, sagten der Landkreis Neckar-Odenwald und das Land Baden-Württemberg Beihilfen zu. Der Landkreis übernahm es, die Kreisstraße nach Seckach zu befestigen, damit der zu erwartende Besucherstrom abgewickelt werden konnte. Die Gemeinde legte sich bereits früh auf den Namen Eberstadter Tropfsteinhöhle fest, damit der Ortsname künftig stets mit der Höhle genannt würde.
Im Sommer 1972 begann der Ausbau der Höhle. Der Bürgermeister des damals selbständigen Ortes Eberstadt, Wilhelm Eberle, überwachte von Anfang an auch als technischer Leiter die Planung und die Arbeiten. Einwohner der Gemeinde arbeiteten für einen Stundenlohn von vier DM in der Höhle. Das über der Höhlensohle liegende Gestein im damals vordersten Teil der Höhle musste auf einer Länge von etwa 30 Metern beseitigt werden, da es durch die Sprengungen im nahen Steinbruch brüchig geworden war und ein Einsturz drohte. Am Höhlenausbau arbeiteten verschiedene Trupps. Ein Vorauskommando zerkleinerte an Ort und Stelle die hinderlichen Versturzmassen, der gewonnene Schotter wurde für den Wegebau verwendet. Ein anderer Trupp legte den Entwässerungsgraben über die gesamte Länge der Höhle sowie den Besucherweg an.

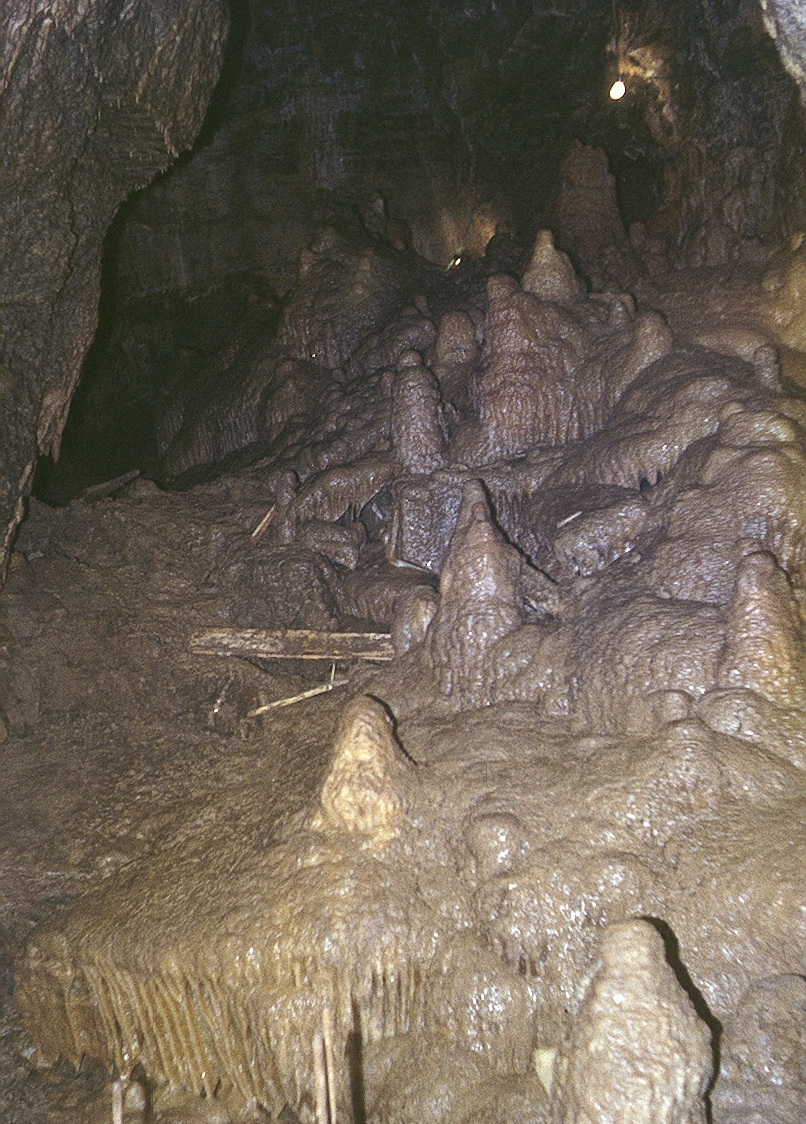
Große Familie während des Ausbaus 1972

Die Felsbarriere beim Vesuv wurde zunächst mit einer Leiter und später mit einer Treppe überwunden. Da diese für Gehbehinderte und Rollstuhlfahrer jedoch ungeeignet war, sprengte man einen Ausweichweg durch den Fels und weitete ihn zu einem bequemen Durchgang aus. Im weiteren Verlauf der Höhle wurden vereinzelt Korrekturen an der Decke vorgenommen und Schwierigkeiten bei der Ableitung des Wassers beseitigt. Beim Haifischrachen war ein Eingriff an einer Stelle mit starker Sinterbildung erforderlich, um diese über Stufen überwinden zu können. Ab dieser Stelle ging der restliche Höhleninnenausbau zügig voran und wurde schließlich planmäßig fertig. Vor der Höhle schüttete man einen Hang auf, der durch Pflanzen und Sträucher stabilisiert wurde und legte einen Vorplatz an. Am Höhleneingang wurde eine solide Eingangstür angebracht und zu beiden Seiten des Höhleneinganges eine Mauer errichtet. Die Entwässerung des Steinbruches wurde abgestellt, so dass das Wasser langsam stieg und der heutige 0,8 ha große  See vor der Höhle entstand. Im grundwassergespeisten See, den der neugegründete Sportanglerverein pachtete, errichtete man eine Fontäne und setzte Fische ein.
Während der Erschließungsmaßnahmen arbeiteten 96 Helfer innerhalb und außerhalb der Höhle. Sie leisteten insgesamt 7500 Arbeitsstunden.

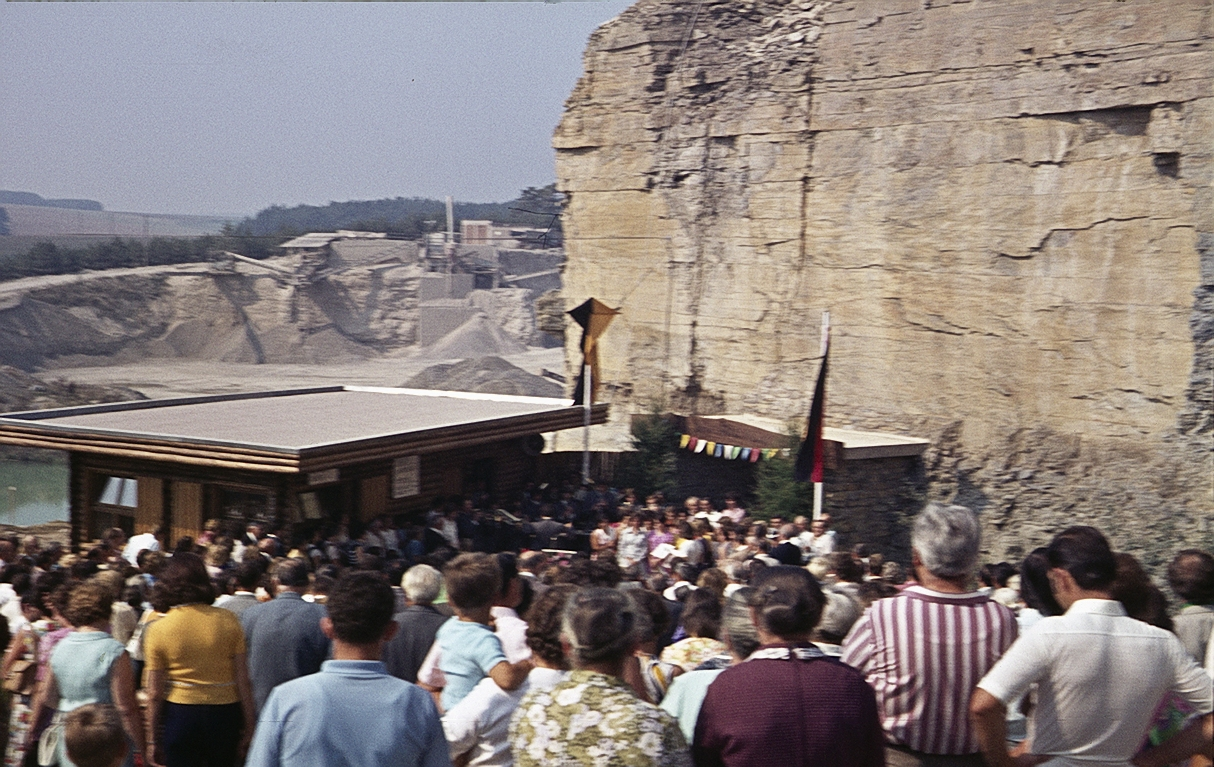
Eröffnungsfeier am 9. September 1973

Knapp zwei Jahre nach der Entdeckung der Höhle wurde sie am 9. September 1973 zur Besichtigung freigegeben. Für das Dorf war es ein großes, drei Tage dauerndes Fest. Am Eröffnungstag besichtigten 3400 Besucher die Höhle. Als Vertreter der Landesregierung war Regierungspräsident Munzinger anwesend. Landrat Geisert öffnete das Höhlentor. An den darauffolgenden Sonntagen kamen jeweils über 4000 Besucher. Noch vor Ablauf des ersten Jahres besuchten 250.000 Personen die Höhle. Die Schauhöhle wurde 1973 vom Verband der Deutschen Höhlen- und Karstforscher, der alle deutschen Schauhöhlen erfasst, als siebenunddreißigste registriert.:7
Die Tropfsteinhöhle gehört seit dem Jahre 2004 zum UNESCO-Geo-Naturpark Bergstraße-Odenwald. Für eine Aufnahme der Höhle in diesen Geopark hatten sich die Städte Buchen und Walldürn engagiert.

## Flora und Fauna

### Lampenflora

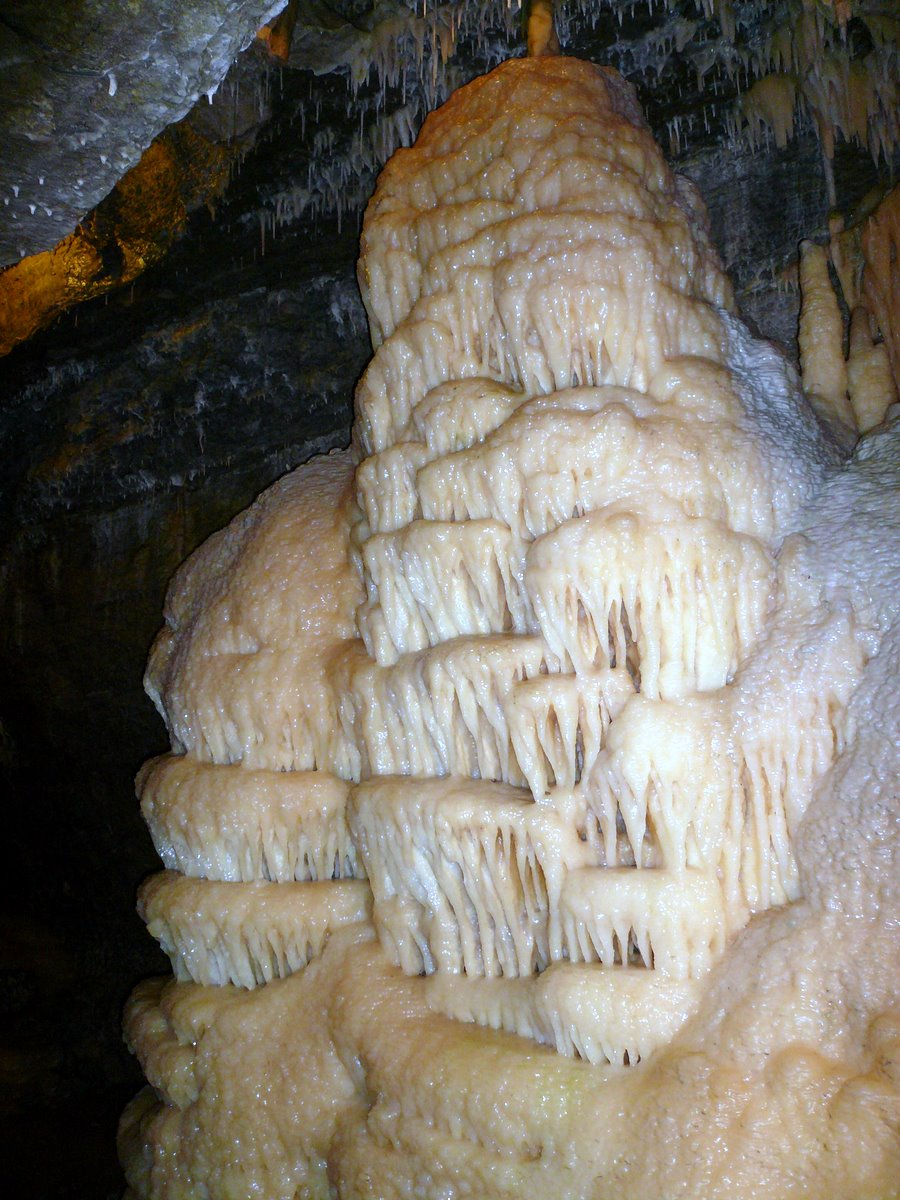
Hochzeitstorte, vom hinteren Höhlengang aus gesehen

In der Eberstadter Tropfsteinhöhle hat sich seit der Einrichtung der Höhlenbeleuchtung eine sehr auffällige und vielgestaltige, als Lampenflora bezeichnete Pflanzengemeinschaft gebildet. Während absolute Dunkelheit in einer Höhle das Gedeihen von Pflanzen ausschließt, bietet die künstliche Beleuchtung in Schauhöhlen anspruchslosen Pflanzen auch weit entfernt vom Höhleneingang eine Existenzmöglichkeit. Im Schwachlicht können sich vor allem Algen, Moose und Farnpflanzen ansiedeln. Oft handelt es sich jedoch um Kümmerformen. Bei den Moosen sind die Stängelchen sowie die Spitzen der Blättchen meist verlängert. Anspruchsvollere Blütenpflanzen treten nur selten und dann meist in Form von blassen, kurzlebigen Keimlingen auf. Sporen und Samen gelangen mit Sickerwasser in die Höhle.

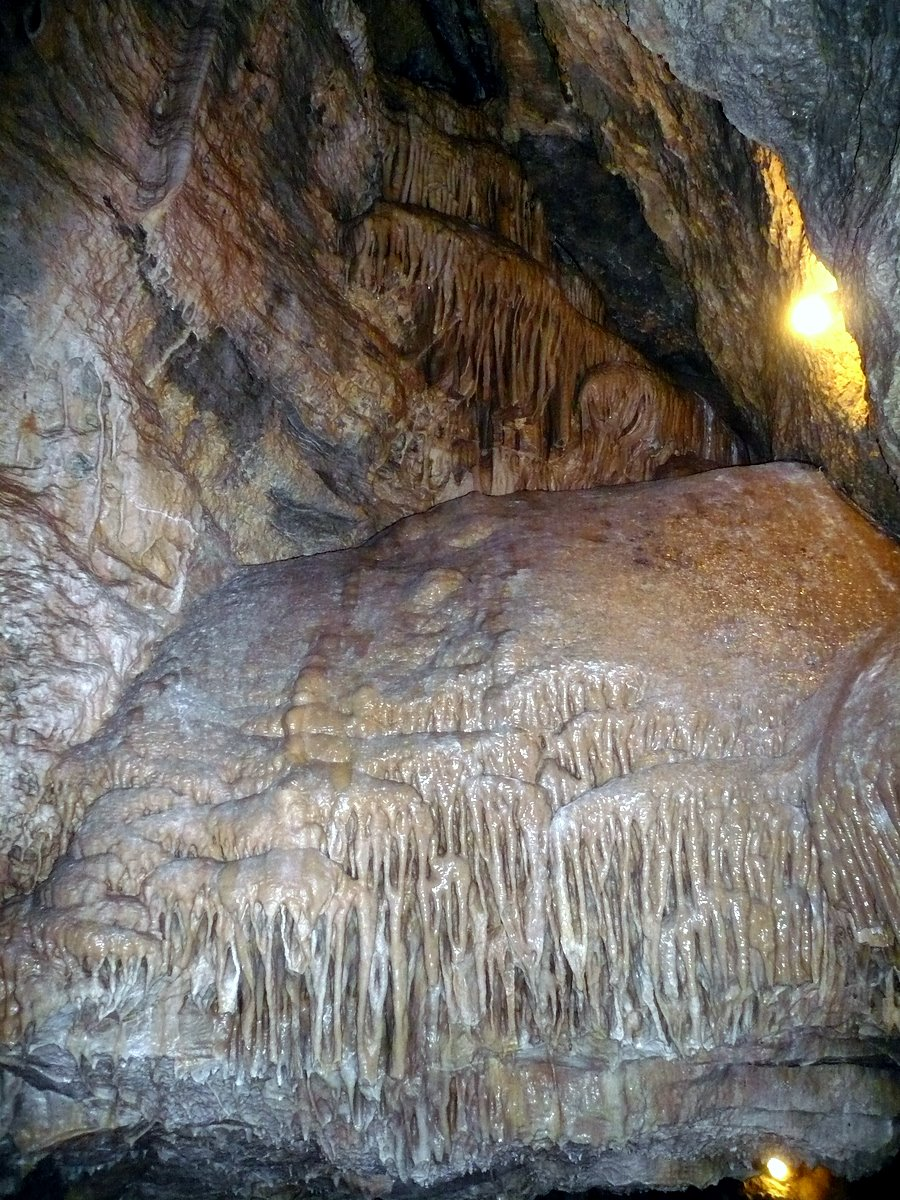
Wandsinter

Trotz sorgfältiger Untersuchungen konnten vor der offiziellen Eröffnung der Höhle keine Spuren pflanzlichen Lebens nachgewiesen werden. Ein Jahr nach der Eröffnung, nachdem es bereits lange Beleuchtungszeiten gegeben hatte, fanden sich nicht nur am Höhleneingang, sondern auch am Ende des begehbaren Höhlenteils blaugrün schimmernde Algenkolonien und frischgrüne Moospolster. Insgesamt hatten sich seinerzeit an 17 von insgesamt 112 Lichtquellen Pflanzen angesiedelt. Obwohl die Lampenflora immer wieder durch Putzaktionen reduziert wird, konnten 19 Arten von Moosen festgestellt werden. Von ihnen traten zwölf ausschließlich im Umkreis der vorderen Lichtquellen auf.
Bei einer Begehung im Oktober 1981 wurden Vorkeime von Farnen in der Umgebung der eingangsnahen Lichtquellen und beim Vesuv gefunden. Dabei handelte es sich um Mauerraute, Wald-Frauenfarn und Echten Wurmfarn. Vom Winter 1982 bis zum Frühjahr 1983 fand eine erneute Bestandsaufnahme der Pflanzenwelt in der Höhle statt. Dabei fanden sich 32 neue Moos- und zwei neue Farnarten. Bei Nachuntersuchungen im März 1998 zeigte sich, dass sich mittlerweile bei 50 der insgesamt 112 Lichtquellen eine Moosvegetation gebildet hatte. Die Blaualgen der Lampenflora gehören zu den Ordnungen Chroococcales, Oscillatoriales und der Familie Scytonemataceae. Unter den Moosen fanden sich Vertreter 15 verschiedener Familien von Laubmoosen. Im Einzelnen sind dies Amblystegiaceae, Aulacomniaceae, Brachytheciaceae, Bryaceae, Cratoneuraceae, Dicranaceae, Ditrichaceae, Encalyptaceae, Entodontaceae, Fissidentaceae, Funariaceae, Grimmiaceae, Mniaceae, Polytrichaceae und Pottiaceae. Als einzige Lebermoose sind Beckenmoose nachgewiesen. Gattungen der Farne (Pteridophyta) sind Frauenfarne, Schildfarne und die bereits früher gefundenen Streifenfarne.:39–54

### Höhlentiere

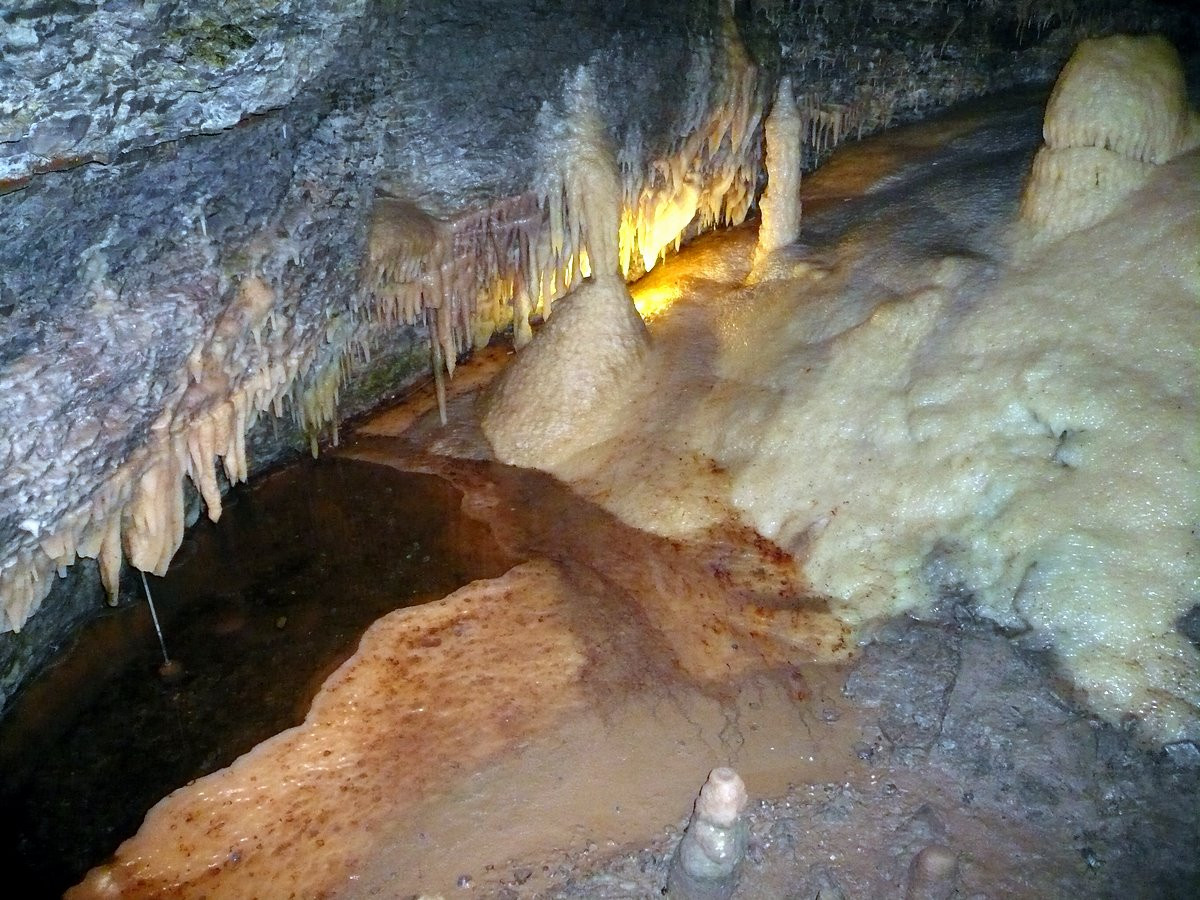
Höhlensee

In der Höhle fand man kurz nach der Entdeckung keinerlei Hinweise auf fossile oder rezente Tierarten. Eine genauere Suche im Sickerwasser und Bodensediment unterblieb allerdings damals. Auch bei einer ersten fachkundigen Begehung am 13. August 1973 wurde keine landbewohnende Tierart angetroffen. Bei intensiveren Untersuchungen des Bachlaufes entdeckte man jedoch zu den Stygobionta (echte Grundwassertiere) zählende Ruderfußkrebse.
Später bemerkte man in der Höhle drei trogloxene (höhlenfremde) Käferarten aus der Familie der Kurzflügler und drei troglophile (auch Höhlen bewohnende) Fliegenarten, darunter zwei aus der Familie der Dungfliegen (Scathophagidae). In den Lehmpfützen am Höhlenende befanden sich mehrere zu den Troglobionten (exklusiv Höhlen bewohnende Tiere) zählende, lebende Exemplare von Schnecken sowie beinahe 100 leere Gehäuse. Andere mögliche Kleinlebensräume von Tieren sind durch den Wegebau stark verändert oder zerstört worden.
Bis zum 3. November 1974 unternahm man weitere Untersuchungen in der Höhle. Dabei konnte man weitere Tierarten nachweisen, die vermutlich durch den Schauhöhleneingang eingewandert waren, darunter Käfer, Fliegen, Mücken, Spinnentiere (wie etwa Weberknechte) und Milben. In einer kolkartigen Eintiefung des Höhlenbodens lebten auch Springschwänze und Amphibien. Aus mehreren Kilogramm Höhlenlehm wurden sieben lebende, ein bis drei Millimeter große Schnecken der Art Bythiospeum acicula ausgesiebt. Man nimmt an, dass diese zu den Grundwasserbewohnern zählende Art bereits vor der Entdeckung in der Höhle gelebt hat. Am 31. Oktober 1981 entdeckte man drei Höhlen-Flohkrebse der Gattung Niphargus.:39–54

## Tourismus

See und Restaurant

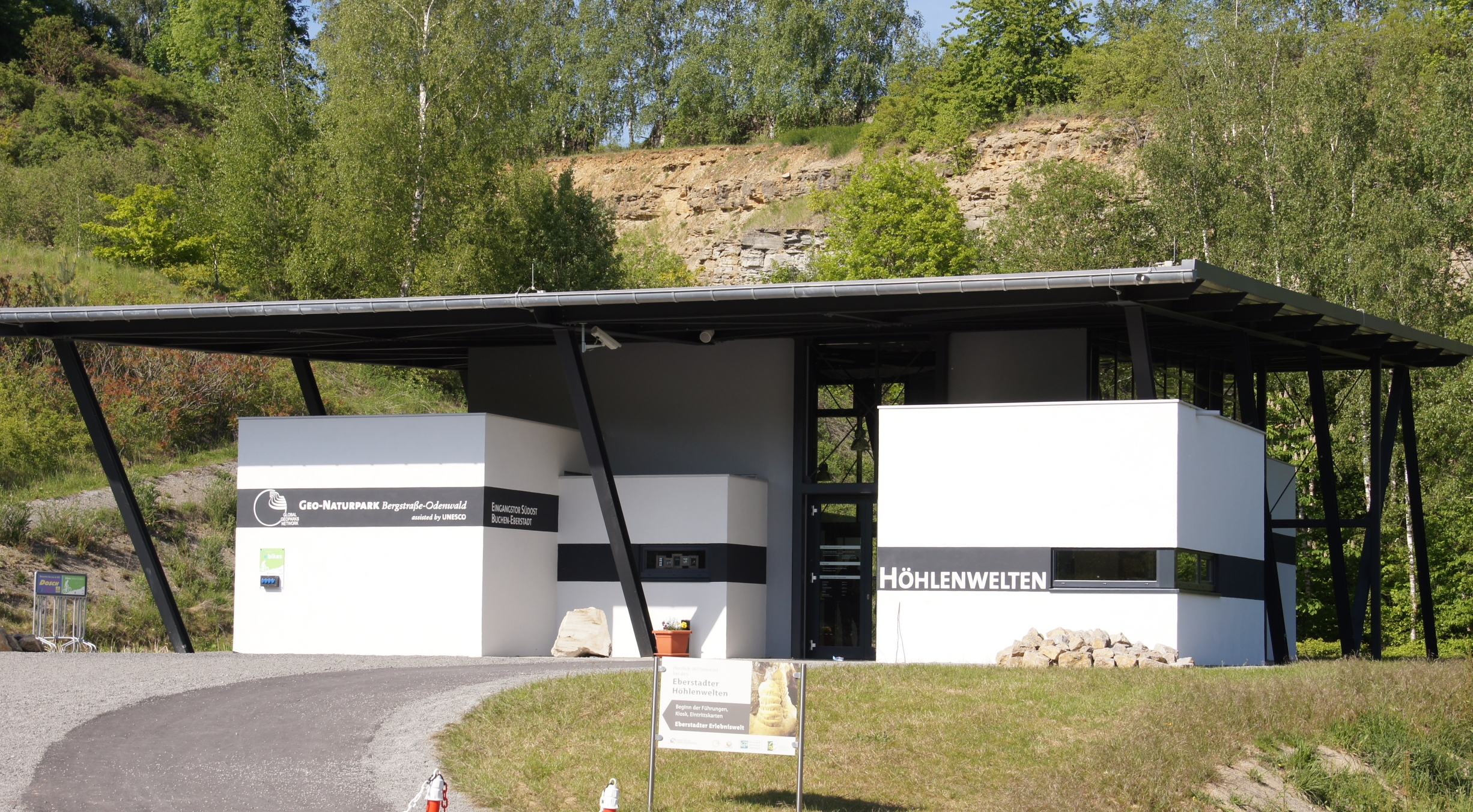
Besucherzentrum

Die Höhle liegt etwa 1,5 Kilometer westlich von Eberstadt an der Straße Eberstadt–Seckach, einer Spange zwischen der L 519 Adelsheim–Seckach–Buchen und der L 582 Osterburken–Eberstadt–Buchen. Sie ist auch für größere Besucherzahlen gut erschlossen. Neben der Straße liegt am Fuß der Höhle ein großer Parkplatz, auch für Touristenbusse gibt es Parkplätze. In der Nähe des Parkplatzes steht das 2011 neu errichtete Besucherzentrum. Die Architektur des Gebäudes soll die Klüfte und Verwerfungen des Muschelkalks symbolisieren. Im Besucherzentrum wird über die Landschaftsentwicklung im Karst des Baulandes und die Entstehung der Eberstadter Höhlenwelten informiert. Führungen durch die Höhle dauern knapp eine Stunde und finden von Anfang März bis Ende Oktober an jedem Tag statt, in den Wintermonaten nur an Wochenenden und Feiertagen. Sonderführungen außerhalb der Öffnungszeiten sind ganzjährig nach vorheriger Vereinbarung möglich. Am Besucherzentrum beginnt ein im Jahre 1995 eingerichteter Geologischer Lehrpfad. Er erläutert auf Informationstafeln die Entstehung der Tropfsteinhöhle und die wichtigsten geologischen Formationen in Baden-Württemberg, auch anhand von ausgestellten Gesteinsmustern. Der Lehrpfad ist knapp einen Kilometer lang und bietet Einblick in die Abbaubereiche des benachbarten Steinbruchs.
Oberhalb des Baggersees steht neben dem Höhleneingang das Restaurant Seeterrasse.
In den Jahren 2008 bis 2012 besuchten im Jahresdurchschnitt 58.948 Besucher die Höhle. Mit diesem Wert liegt die Schauhöhle im oberen Bereich der Schauhöhlen in Deutschland. Von den etwa 30 Schauhöhlen Süddeutschlands werden sogar nur die Teufelshöhle bei Pottenstein (156.100 Besucher im Durchschnitt der Jahre 2006 bis 2010) und die Karls- und Bärenhöhle (jährlich 90.728 Besucher) stärker frequentiert. Im Jahre 2008 waren 59.326 Besucher in der Höhle, von ihnen 2,3 Prozent Schwerbehinderte – ein für eine Schauhöhle hoher Anteil. Im Jahre 2012 besuchten 56.324 Personen die Höhle. Von der Eröffnung der Höhle an bis Jahresende 2012 haben insgesamt 3,83 Millionen Personen die Höhle besucht.